# Dryobates cathpharius
El pico pechirrojo (Dryobates cathpharius) es una especie de ave piciforme de la familia Picidae que vive en las montañas del sur de Asia.

## Descripción
Mide alrededor de 18 cm de longitud. El plumaje de sus partes superiores es negro con listado blanco en las alas, mientras que sus partes inferiores son blanquecinas con vetado negro. Su rostro es principalmente blanco, aunque su píleo es negro y presenta anchas bigoteras negras que se extienden hasta la parte superior del pecho. Según las distintas subespecies puede presentar manchas rojas en alguna de estas zonas: la nuca, los laterales del cuello, parte superior del pecho y la zona perianal.

## Distribución y hábitat
Se encuentra en los bosques del este del Himalaya y del resto de montañas que rodean la meseta tibetana además de las del norte del sudeste asiático; distribuido por Bután, Nepal, el noreste de la India, China, Birmania, el norte de Laos, Tailandia y Vietnam.